# Ali Said Adbella
Ali Said Abdella (septiembre de 1949-28 de agosto de 2005) fue un comandante rebelde de Eritrea, político y diplomático, que en el momento de su muerte actuaba como ministro de Relaciones Exteriores de Eritrea.

## Biografía
Ali Said fue el hijo de un pastor. Fue afar de origen étnico. Como un hombre joven, se unió al Frente para la Liberación de Eritrea, un grupo rebelde que lucha por la independencia de Eritrea de Etiopía. Se recibió de médico y del entrenamiento militar en Siria en 1965 y pronto regreso a Eritrea, donde fue un activo luchador. 
Cuando Eritrea obtuvo la independencia a principios de 1990, Ali Said sirvió en el nuevo gobierno, convirtiéndose en ministro de Asuntos Internos. Más tarde, dejó esa posición y se convirtió en ministro de Industria. En octubre de 2000, Ali Said fue trasladado de su cargo como ministro de Industria a la de ministro de Relaciones Exteriores, el cambio puestos de trabajo con Haile Woldense. Era un orador fluido árabe, y la mayoría de sus viajes al extranjero fueron a países del Medio Oriente. Asimismo, realizó una visita oficial a Rusia en De abril de 2005. 
Ali Said murió repentinamente de un ataque al corazón en su dormir en su casa en la capital de Eritrea, Asmara, el 28 de agosto de 2005. El Gobierno de Eritrea declaró tres días de luto público para él. 
Ali Said estaba casado y tenía cuatro hijos.
- Datos: Q4725176